# ジョン・バトラー (アルバム)
『ジョン・バトラー』(John Butler) は、ジョン・バトラー・トリオが1998年12月27日にリリースした最初のフル・アルバム。ジョン・バトラー・トリオは、本作以前にもインディーズからカセットテープなどの形態で音源を発表していたが、一般的には、本作がデビュー・アルバムと見なされており、本国オーストラリアでは、ヒット作となった。
本作は、フリーマントルのスタジオ・カウチ (Studio Couch) で録音され、エンジニアはジョージ・ニコラウディス (George Nikoloudis) とショーン・オキャラハン (Shaun O'Callaghan)、ミックスはオキャラハンとニコラウディスとされ、マスタリングはオキャラハンとリチャード・マホニー  (Richard Mahony) がスタジオ・カウチとトッド・ホール (Toad Hall) でおこなった。
収録された全曲とも、ジョン・バトラーが作詞、作曲、編曲、制作を手がけているが、「Colours」のコーラスの歌詞は、スライ&ザ・ファミリー・ストーンから採られている。
ジェイソン・マガン (Jason McGann) がドラムス、ギャヴィン・シュースミスがベースを担当するこのグループの最初期のラインナップによって、1998年12月に録音され、ノース・フリーマントルのモジョ・バー (Mojos Bar) から販売された。

## トラックリスト
特記のない限り、全曲、作詞・作曲ともジョン・バトラー。
| #         | タイトル                                                               | 作詞  | 作曲・編曲 | 時間  |
| --------- | ---------------------------------------------------------------------- | ----- | ---------- | ----- |
| 1.        | 「Valley」                                                             |       |            | 8:34  |
| 2.        | 「Inspiration」                                                        |       |            | 5:18  |
| 3.        | 「Busted」                                                             |       |            | 7:40  |
| 4.        | 「Sista」                                                              |       |            | 3:18  |
| 5.        | 「Ocean」                                                              |       |            | 12:28 |
| 6.        | 「Colours」(コーラスの歌詞は、スライ&ザ・ファミリー・ストーンによる。) |       |            | 9:05  |
| 7.        | 「Crazy」                                                              |       |            | 5:29  |
| 8.        | 「Keeper」                                                             |       |            | 5:00  |
| 9.        | 「Under an Indian Sky」                                                |       |            | 7:39  |
| 合計時間: | 合計時間:                                                              | 64:08 |            |       |

## リリース
| 地域           | 日付           | レーベル                  | フォーマット | カタログ |
| -------------- | -------------- | ------------------------- | ------------ | -------- |
| オーストラリア | 1998年12月27日 | Independent               | CD           | JB-002   |
| オーストラリア | 2000年11月13日 | MGMディストリビューション | CD           | JBT001   |

## パーソネル l
- ジョン・バトラー - リゾネーター・ギター（ドブロ）、11弦ギター、ボーカル
- ギャヴィン・シュースミス - ベースギター、ダブル・ベース
- ジェイソン・マガン - パーカッション

## クレジット
- 編曲、アートワーク、プロデュース - ジョン・バトラー
- アートワーク（デザイン、レイアウト）- ピーター・ニコル (Peter Nicol)
- エンジニア、ミキサー - ジョージ・ニコラウディス、ショーン・オキャラハン
- マスタリング - リチャード・マホニー、ショーン・オキャラハン
- 写真（ディスク）- トニー・ガジェウスキ (Tony Gajewski)
- ジョン・バトラーのアートワークに用いられている写真 - ダニー・コー (Danny Khoo)